# 十字假瘤蕨
十字假瘤蕨（学名：Phymatopteris cruciformis）为水龙骨科假瘤蕨属下的一个种。

## 扩展阅读
維基物種上的相關：十字假瘤蕨
1. ↑  . 中国植物红色名录.   [2018年12月7日]. （原始内容存档于2018年12月9日） （中文）.